# Evolver (musikalbum av John Legend)
Evolver är den amerikanske R&B- och soulsångaren John Legends tredje studioalbum. Det gavs ut den 20 oktober 2008 i Storbritannien och den 28:e i samma månad i USA. Det innehåller gästsångare som Kanye West, Brandy, Estelle och André 3000.
Albumet gick upp på fjärde platsen på den amerikanska Billboardlistan, 21:a plats i Storbritannien och 26:e plats i Japan, respektive 5:e plats på den japanska listan över utländska artister. Albumet har fått blandad kritik.

## Låtlista
- 1. Good Morning Intro
- 2. Green Light
- 3. It's Over  (med Kanye West)
- 4. Everybody Knows
- 5. Quickly  (med Brandy)
- 6. Cross the Line
- 7. No Other Love  (med Estelle)
- 8. This Time
- 9. Satisfaction
- 10. Take Me Away
- 11. Good Morning
- 12. I Love, You Love
- 13. If You're Out There

### Bonusspår påItunes
- 14. Floating Away
- 15. Set Me Free

### Bonusspår iEuropa
- 14. Can't Be My Lover
- 15. It's Over

### Bonusspår i Japan
- 14. Floating Away
- 15. Set Me Free
- 16. It's Over

### Deluxutgåva
Deluxutgåvan av Evolver innehåller en bonus-dvd.

## Listpositioner
| Land                                 | Topp- placering |
| ------------------------------------ | --------------- |
| Belgien                              | 37              |
| Frankrike                            | 38              |
| Irland                               | 52              |
| Italien                              | 29              |
| Japan                                | 26              |
| Kanada                               | 14              |
| Nederländerna                        | 72              |
| Storbritannien                       | 21              |
| Sverige                              | 36              |
| USA Billboard                        | 4               |
| USA Billboard Top R&B/Hip-Hop Albums | 1               |